# Josip Marić
 Ovo je glavno značenje pojma Josip Marić. Za druga značenja pogledajte Josip Marić (razdvojba).
Josip Marić (11. svibnja 1807., Hrvatska Kostajnica - Zagreb, 13. travnja 1883.), kapelan, župnik i kanonik.
Uglednik s Une koji se od ranih dana opredjelio za ilirski pokret tj. hrvatski narodni preporod te kroz iduća desetljeća svoga življenja ostao vjeran hravtskoj knjizi i spisateljskom peru.
Njegovo prijateljstvo s velikanima hrvatskog narodnog preporoda vidljivo je iz skupina slika pod nazivom "Muži ilirske dobi" na kojoj je Marićev portret otisnut Ljudevitu Gaju s desna, a zna se da je prijateljevao s Ljudevitom Gajem, Pavlom Štoosom, banom Josipom Jelačićem i drugima.
Podaci, ali suhoparni, o životu Josipa Marića mogu se pronaću u rukopisnoj zbirci biografija zagrebačkih kanonika (1193. – 1924.) autora Ljudevita Ivančana, pohranjenoj u Arhivu HAZU u Zagrebu.
Životni put Josipa Mariča počeo je kao devetogodišnjaka koji je vladao osnovnim znanjima kada je s lađarima sa Save put Mađarske, a koji su ga uzeli sa sobom jer im je čitao Kačićeve pjesme.
Taj pomalo pustolovan put potrajao je do ušća Save i dalje Dunavom, kada su ga negdje na Dunavskoj obali lađari iskrcali.
U Segedinu su mu se dobri ljudi smilovali i primili ga k sebi, a sreća dječaka s Une je i dalje pratila, te je primljen u Gimnaziju u Segedinu koju su vodili redovnici Pijaristi.
Svojim dobročiniteljima se odužio na najbolji mogući način završivši gimnaziju odličnim uspjehom, te se odlučio na svećeničko zvanje i krenuo nazad u Hrvatsku u Zagreb, gdje se tadašnjem biskupu Aleksandru Alagoviću s predavši mu pjesmu pisanu na mađarskom.
Biskup ga je potom primio u bogosloviju.
Niže redove primio je 1831., a više 1833. Tada slijede službe kapelana 1836. u Sunji, župnikovanje u Maji kod Gline 1839.
1852. postaje župnik u Novoj Gradiški, a od 1860. obnaša čast zagrebačkog kanonika, zatim je 1867. dubički arhiđakon, 1879. imenovan je katedralnim arhiđakonom, a godinu kasnije promaknut je u čast čazmanskog prepozita. Stanovao je u kuriji na Kaptolu gdje je i umro.
O njegovu pogrebu zapisano je u zagrebačkom "Pozoru" br. 101/1883. godine i ovo "Danas" (2.V., op.S.K.) prije podne bio je sprovod pokojnog opata i kanonika Josipa Marića, kojemu prisustvovahu svi razredi pučanstva u velikoj množini... Sprovod je vodio prečastni gospodin kanonik Gugler uz mnogobrojnu pratnju..."
Nakon ubrajanja nazočnih odličnika članak se završava sljedećom rečenicom: "U župnoj crkvi ivana nepomuka u Novoj Vesi održana je zadušnica, te je onda tijelo njegovo preneseno na centralno groblje."
Marić se kao autor javlja u desetak novina, časopis i brošura s oko trideset izvornih priloga, te nekoliko narodnih pjesama.
Smatra se da mu je prva objava prigodna pjesma tj. novogodišnja čestitka "Iskra domorodne ljubavi visokopoštovanom G. Thom. Milousich Plebanus Zteny. na obnovlenye lete 1831 aldovana, posvećena stenjevačkom župniku i plodnu piscu i prevoditelju na kajkavsko narječje. Tomaš Mikloušić (1767. – 1833.) bio je zagovornik ideje o kajkavštini kao hrvatskom književnom jeziku, koje je u svom ranom pjesničkom razdoblju zastupao i Josip Marić. Međutim, pojavom "Danice horvatske, dalmatinske i slavonske"- 1835., Marić se opredjeljuje za gajevu jezičnu reformu, te daje svoj pjesnički prilog u br. 33/1835. pod nazivom "Prijateljstvo Hercegovo" - pripovijest iz 10. stoletja pisan štokavskim narječjem. 
U broju 33/1835. i br. 2/1836" "Danice" objavljena je pjesma "Prijateljstvo Hercegovo - Pripovijest iz 10. stoletja i "Nenedni svatovi - istinski događaj iz 16. stletja" pjesnički su deseteračke obrade povijesnih zbivanja ili pak legendi iz navedenih stoljeća koje bi mogli svrstati u povjesnice.
U "Danici" br. 49/1835. potpisan kao "Ilir iz Horvatske" posvećuje jednu pjesmu i serežanu graničarskom vojniku.
U "Danici" br. 40/1836. objavljuje epsku narodna pjesma "Ana Karlovićka". Pjesma vezana za njegov zavičaj pod nazivom "Odlaz I. banske regimente" objavljena je u 14/1848.
Objavio je izvješće u vidu pjesme pod nazivom "Pametar" o polaganju temeljnog kamena za novu župu Sv. Mateja apostola u Mačkovcu u novogradiškoj Posavini u "Zagrebačkom katoličkom listu" br. 29/1858.
Josip Marić 1863. u propovijedi održanoj u zagrebačkoj prvostolnoj crkvi povodom tisućljetnice "slavjanskh apostola Ćirila i Metoda" ih je s mnogo govorničke vještine portretirao, napose njihov životni put u "Vječni grad" i uspješnu obranu slavenskuh liturgijskih knjiga pre papom Hadrijanom II. Dok je zagrebačkom nadbiskupu Jurju Hauliku pjesničkom poslanicom zaželio odlazak u Rim, 1861. spjevao i čestitao o 50. objetnici njegova misništva. Slično je ovakvim stihotvorom učinio i 1854. kada je dodijeljena čast priora Vranskoga Ivanu Kralju.
1860. Objavio je "Slovo prigodom stotegodišnjice na slavu nardonoga Hrvatskoga pjesnika Andrije Kačića- Miošića"
1866. spjevao je "Pjesma u slavu svetčanosti .. o prigodi razkrivanja spomenika Jelačića Bana"
Više poučnih sastavaka u prozi i stihu objavljivao je u zagrebačkom "Smilju" i "Glasniku Sv Josipa" uzimanući svetopisamske motive, ali i one iz svijeta oko njega.
"Razmatranje korizmeno" objavljeno u "Katoličkom listu br. 1 iz 1874. godine. i "Molitva majke pred kipom Bogorodice" objavljena u "Nevenu" br. 22/1852.
Njegov zadnji zabilježen prilog je objavljen u zagrebačkom "Smilju" broj 3/1875.,istinita priča s naslovom "Gospodar i rob".